# 藤田元宏
藤田 元宏（ふじた もとひろ、1955年7月11日 - ）は、日本の実業家。カスミ代表取締役社長を経て、ユナイテッド・スーパーマーケット・ホールディングス代表取締役社長兼イオン執行役副会長。

## 人物・経歴
茨城県出身。1978年明治大学政治経済学部卒業、カスミ入社。店舗で青果部門を経て、スーパーバイザー、次長、店長を歴任したのち、本社人事教育を経て、人事部長や営業部長を務めた。2000年人事担当の取締役に昇格。2004年常務取締役。2005年上席執行役員。2007年専務取締役。
2012年から生え抜きとしては初めてとなるカスミ代表取締役社長を務めた。2015年にカスミとマルエツ、マックスバリュ関東の経営統合によりユナイテッド・スーパーマーケット・ホールディングスが設立されると、同社取締役副社長に就任。
2017年から第2代ユナイテッド・スーパーマーケット・ホールディングス代表取締役社長及び、イオン執行役SM事業担当、カスミ取締役を務め、新プライベートブランド「eatime」の開発などを進めた。2019年イオン代表執行役副社長。2022年イオン執行役副会長。